# Um Natal sem Lembranças
Um Natal sem lembranças é o trigésimo sétimo episódio da série Os Caras de Pau e o último da primeira temporada. Foi escrito pelo ator Marcius Melhem e dirigido por Márcio Trigo. Foi exibido pela Rede Globo em 26 de dezembro de 2010. É um especial de Natal do programa. No episódio, Pedrão (interpretado por Marcius Melhem) e Jorginho (interpretado por Leandro Hassum) celebram o Natal. Após muita festança, os dois acabam caindo no sono e, no dia seguinte, sofrem amnésia. Com uma série de tentativas, os dois tentam relembrar o que aconteceu no dia anterior.

## Produção
"Trabalhamos como uma trupe, com os mesmos atores se revezando em diversos papéis".

— Marcos Paulo, ressaltando que o programa mantém um elenco único e unido.
"Um Natal sem Lembranças" é o trigésimo sétimo episódio da primeira temporada, ou seja o último da temporada, da série de televisão Os Caras de Pau. Foi escrito pelo produtor e ator da série, Marcius Melhem, e dirigido por um dos diretores da temporada, Márcio Trigo. "Um Natal sem lembranças" foi exibido em 26 de dezembro de 2010, na Rede Globo, como um especial de Natal.

## Enredo
Pedrão (interpretado por Marcius Melhem) e Jorginho (interpretado por Leandro Hassum) celebraram o Natal. A dupla tentou entrar no espírito natalino de todas as maneiras. Mas como já é de praxe, se meteram em várias confusões. A primeira delas é ainda no preparo da ceia, já que as habilidades culinárias dos dois não contribuem para o sucesso do banquete. Os amigos enfrentam também uma busca incessante por uma árvore de Natal e uma amnésia no dia seguinte da comemoração da data.
| “ | Meu Deus, é domingo e a gente não se lembra o que aconteceu no Natal | ” |

Após acordarem, eles vão relembrando, numa espécie de flashbacks, o que aconteceu no dia anterior.
Eles encontram uma chave no bolso e não têm a menor ideia onde ela se encaixa. Acabou que ela se encaxou na porta de seu apartamento. Após entrarem eles chocam-se ao vê-lo todo revirado e vão ficando cada vez mais nervosos por não saberem o que de fato aconteceu. A partir daí, eles começam uma saga para relembrar seus passos.

## Audiência
Em sua exibição original, o episódio obteve 14 pontos, uma audiência superior a dos programas exibidos anteriormente, que obtiveram 11 pontos, são eles Aventuras do Didi e Relógio da Aventura.